# Hugo Sánchez Guerrero
Hugo Sánchez Guerrero (n. el 8 de mayo de 1981 en Monterrey, Nuevo León), es un exfutbolista mexicano que jugaba de defensa central y su último club fue Correcaminos de la UAT en la Liga de Ascenso de México.

## Trayectoria
Defensa central atento a la marca y con buen juego aéreo, tanto en la zaga como cuando se incorporaba al ataque.
Ricardo Ferretti le otorgó la oportunidad de debutar en la Primera División de México con Tigres de la UANL el 2 de septiembre de 2000, enfrentando a Club de Fútbol Monterrey en el Estadio Tecnológico, en partido correspondiente a la Jornada 6 del Invierno 2000; Sánchez Guerrero inició como titular y fue sustituido por Mauro Caballero al minuto 60. Rayados se quedó con el Clásico Regiomontano por marcador de 1-0.
En la Copa Libertadores 2005, con los Tigres se convirtió en el segundo jugador nacido en la ciudad de Monterrey que marcaba un gol en dicho torneo, el primero fue Erick Hernández con Monterrey ante el Club Nacional de Football de Uruguay. 
En diciembre de 2006 reportó con Morelia. De cara al Clausura 2008 se reincorporó a los Tigres.
En el verano del 2009 fue cedido a Jaguares de Chiapas.
En vísperas del Apertura 2011, fichó con Correcaminos de la UAT de la Liga de Ascenso de México.

## Clubes
| Club                           | País   | Año         |
| ------------------------------ | ------ | ----------- |
| Tigres de la UANL              | México | 2000-2006   |
| Tigrillos de Saltillo (Cárnet) | México | Verano 2003 |
| Morelia                        | México | 2007        |
| Tigres de la UANL              | México | 2008-2009   |
| Jaguares de Chiapas            | México | 2009-2011   |
| Correcaminos de la UAT         | México | 2011-2017   |

### Partidos y goles
| Competencia                | Partidos | Goles |
| -------------------------- | -------- | ----- |
| Primera División de México | 237      | 13    |
| Liga de Ascenso de México  | 177      | 5     |
| Copa México                | 18       | 0     |
| InterLiga                  | 7        | 0     |
| Copa Libertadores          | 6        | 1     |
| SuperLiga                  | 3        | 0     |
| Total                      | 448      | 19    |

## Selección nacional

### Sub-23
Formó parte de la Selección Sub-23 que conquistó el Preolímpico de Concacaf de 2004 en el Estadio Jalisco y obtuvo el boleto a los Juegos Olímpicos de Atenas 2004. En Atenas, participó en dos de los tres encuentros que disputó el Tricolor en fase de grupos.
| Certamen     | Sede   | Resultado      | Partidos | Goles |
| ------------ | ------ | -------------- | -------- | ----- |
| JJ. OO. 2004 | Atenas | Fase de grupos | 2        | 0     |

| Fecha        | Estadio                                | Encuentro | Resultado |
| ------------ | -------------------------------------- | --------- | --------- |
| 11 de agosto | Estadio Panthessaliko, Volos           | Fecha 1   | 0-0       |
| 14 de agosto | Estadio Georgios Karaiskakis, El Pireo | Fecha 2   | 1-0       |

### Absoluta
Bajo la dirección técnica de Ricardo La Volpe, debutó con la Selección mayor de México el 15 de octubre de 2003, en un partido amistoso ante Uruguay en el Soldier Field (Chicago, Illinois). 
Cuando todo hacía indicar que estaría entre los jugadores que asistirían a la Copa Mundial de Fútbol de 2006, una desafortunada lesión lo alejó de las canchas y de la posibilidad de asistir al certamen en Alemania.
|                    | PJ | Minutos | Goles | Asistencias | Periodo   |
| ------------------ | -- | ------- | ----- | ----------- | --------- |
| Selección mexicana | 12 | 937     | 0     | 0           | 2003-2005 |

#### Partidos
| Fecha                   | Rival                        | Estadio                                    | Resultado | Competencia  |
| ----------------------- | ---------------------------- | ------------------------------------------ | --------- | ------------ |
| 15 de octubre de 2003   | Uruguay                      | Soldier Field, Chicago                     | 2-0       | Amistoso     |
| 8 de septiembre de 2004 | Trinidad y Tobago            | Hasely Crawford Stadium, Puerto España     | 1-3       | Eliminatoria |
| 10 de octubre de 2004   | San Vicente y las Granadinas | Estadio Arnos Vale, Kingstown              | 0-1       | Eliminatoria |
| 13 de octubre de 2004   | Trinidad y Tobago            | Estadio Cuauhtémoc, Puebla                 | 3-0       | Eliminatoria |
| 27 de octubre de 2004   | Ecuador                      | Giants Stadium, East Rutherford            | 2-1       | Amistoso     |
| 10 de noviembre de 2004 | Guatemala                    | Alamodome, San Antonio                     | 2-0       | Amistoso     |
| 17 de noviembre de 2004 | San Cristóbal y Nieves       | Estadio Tecnológico, Monterrey             | 8-0       | Eliminatoria |
| 26 de enero de 2005     | Suecia                       | Qualcomm Stadium, San Diego                | 0-0       | Amistoso     |
| 9 de febrero de 2005    | Costa Rica                   | Estadio Ricardo Saprissa, San José         | 1-2       | Eliminatoria |
| 9 de marzo de 2005      | Argentina                    | Los Angeles Memorial Coliseum, Los Angeles | 1-1       | Amistoso     |
| 12 de octubre de 2005   | Trinidad y Tobago            | Hasely Crawford Stadium, Puerto España     | 2-1       | Eliminatoria |
| 14 de diciembre de 2005 | Hungría                      | Chase Field, Phoenix                       | 2-0       | Amistoso     |

### Participaciones en selección nacional
| Categoría | Competencia                     | Sede     | Resultado      |
| --------- | ------------------------------- | -------- | -------------- |
| Sub-23    | Preolímpico de Concacaf de 2004 | México   | Campeón        |
| Sub-23    | JJ. OO. 2004                    | Grecia   | Fase de grupos |
| Absoluta  | Copa FIFA Confederaciones 2005  | Alemania | 4to. lugar     |

## Palmarés

### Campeonato nacional
| Categoría                 | Título        | Club                   | País   |
| ------------------------- | ------------- | ---------------------- | ------ |
| Liga de Ascenso de México | Apertura 2011 | Correcaminos de la UAT | México |

### Campeonato internacional
| Título                          | Club          | Sede   | Año  |
| ------------------------------- | ------------- | ------ | ---- |
| Preolímpico de Concacaf de 2004 | México Sub-23 | México | 2004 |